# Ilda Boccassini
Ilda Boccassini (Nápoles, Italia, 17 de diciembre de 1949) es una jurista italiana.
Actualmente es fiscal de Milán, aunque también involucrada en importantes y espectaculares procesos judiciales, varios de ellos ligados al anterior jefe del gobierno italiano, Silvio Berlusconi.
Recibe el apodo de «Ilda La Rossa» en razón de su pelo de color rojo.

## Casos judiciales
En 1989 condujo la investigación «Duomo Connection» en relación con la entrada de la mafia siciliana en Milán. Asimismo, en 1992, logró ser transferida a Caltanissetta (Sicilia), para dirigir la investigación sobre los asesinatos de su amigo Giovanni Falcone y de otro procurador.
A mediados de los años 90, tomó parte en la operación «Manos Limpias» (en italiano: Mani pulite), que condujo al fin de lo que se llamó la «Primera República Italiana» y a la caída de los principales partidos políticos de Italia en ese momento.
Por su parte, y en el año 2007, descubrió el plan de movimiento anarquista «Nouvelles Brigades rouges», para cometer un atentado con bomba en las oficinas de Milán del grupo de Silvio Bernusconi.
Representó a la fiscalía en el juicio por corrupción contra el abogado británico de Berlusconi, David Mills, así como en el proceso contra Berlusconi por abuso de poder e incitación a la prostitución de menores en torno a Ruby Rubacuori.
A principios de 2013, Boccassini recibió numerosas cartas anónimas con amenazas de muerte. El 23 de mayo informó a la fiscalía de que había recibido una carta con una amenaza de muerte explícitamente relacionada con el juicio de Ruby, así como dos cartuchos.

## Vida privada
Ha estado temporalmente bajo protección judicial. Además, y por seguridad, no concede entrevistas ni participa en ningún tipo de presentación de televisión. Está casada y tiene dos hijos.